# Bitwa pod Butowcami

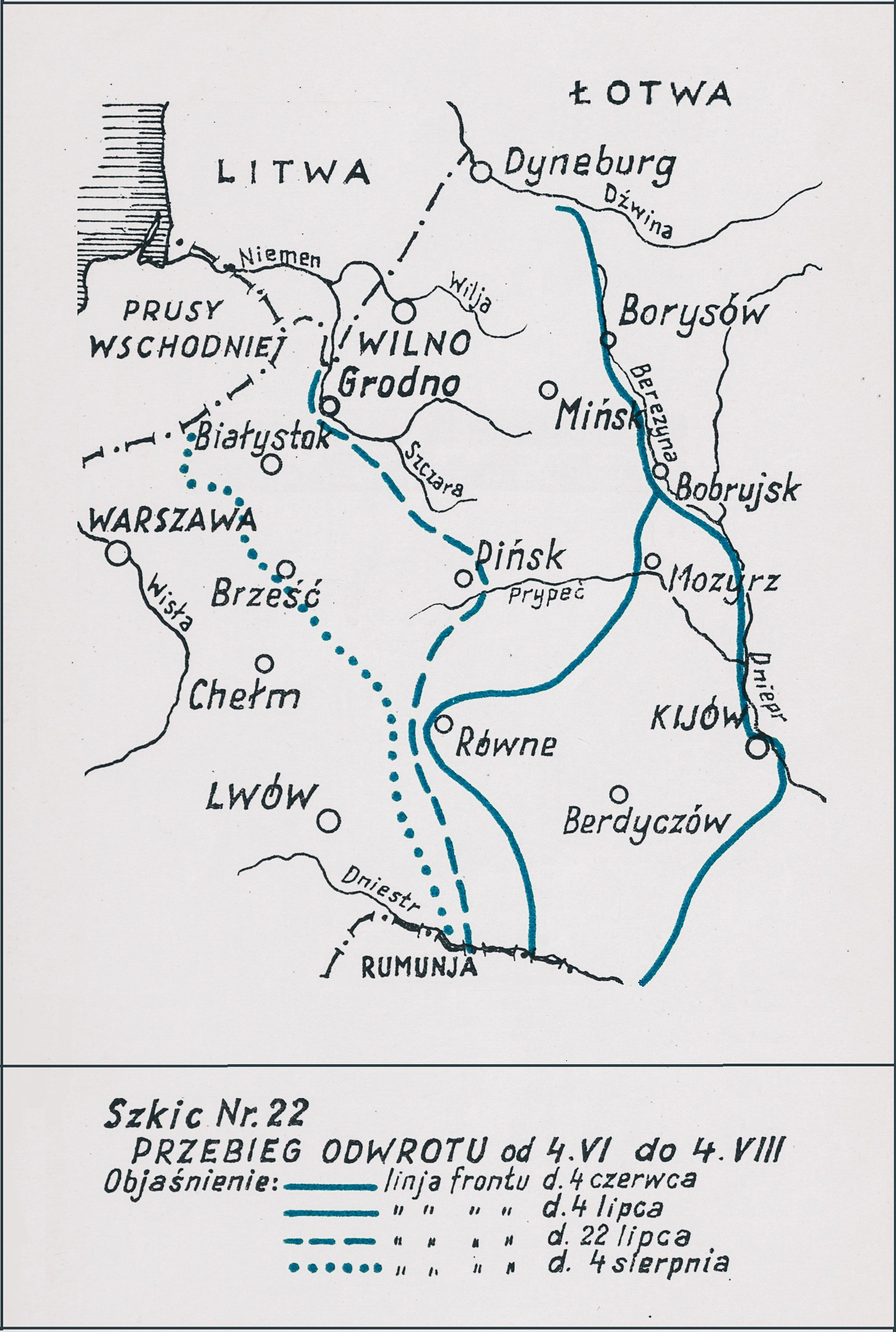
Adam Przybylski,
Wojna polska 1918–1921

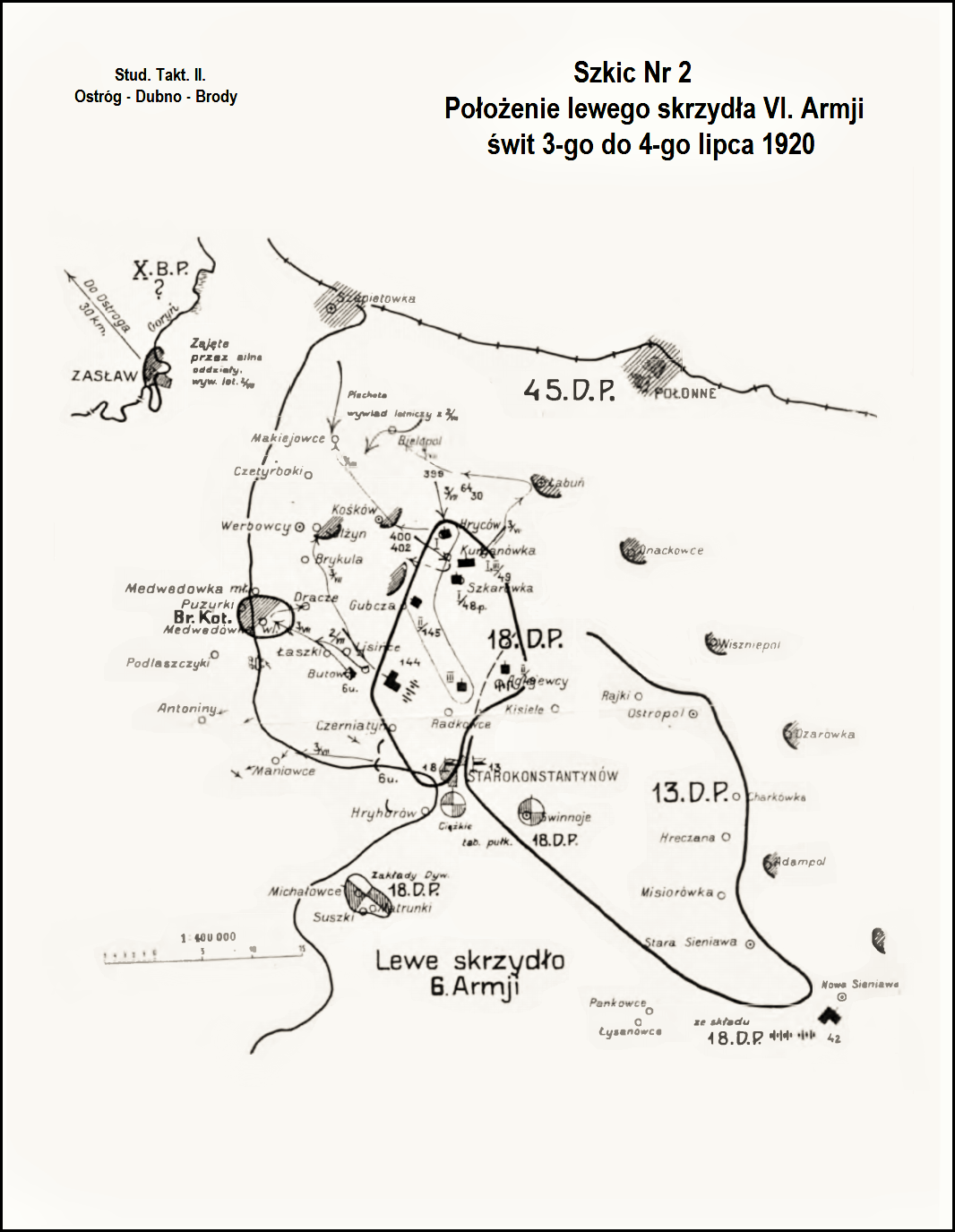
Franciszek Arciszewski, Ostróg – Dubno – Brody. Walki 18 Dywizji Piechoty z konną armją Budiennego

Bitwa pod Butowcami – walki polskiego 144 pułku piechoty i szwadronu 6 pułku ułanów z sowiecką Brygadą Kawalerii Kotowskiego toczone w okresie ofensywy Frontu Południowo-Zachodniego w czasie wojny polsko-bolszewickiej.

## Sytuacja ogólna
26 maja na Ukrainie wojska sowieckiego Frontu Południowo-Zachodniego przeszły do ofensywy, a już 5 czerwca trzy dywizje sowieckiej 1 Armii Konnej Siemiona Budionnego przełamały trwale polski front na odcinku obrony grupy gen. Jana Sawickiego.
10 czerwca odwrót spod Kijowa w kierunku na Korosteń rozpoczęła polska 3 Armia, 16 czerwca dotarła do Uszy, a 22 czerwca większość sił posiadała już na Uborci. W ostatnich dniach czerwca poszczególne związki operacyjne Frontu Ukraińskiego, dowodzonego już przez gen. Edwarda Rydza-Śmigłego, ugrupowane były w następujący sposób: Armia Ukraińska gen. Michajła Omelianowicza-Pawlenki skupiona była nad Dniestrem, w kierunku granicy z Rumunią, 6 Armia gen. Wacława Iwaszkiewicza-Rudoszańskiego zajmowała odcinek frontu Dniestr–Chmielnik–Lubar, nowo sformowana 2 Armia gen. Kazimierza Raszewskiego znajdowała się na linii rzek Słucz i Horyń, a 3 Armia gen. Edwarda Rydza-Śmigłego rozlokowana była nad Uborcią.
27 czerwca 1 Armia Konna przełamała polską obronę na Słuczy, na południe od Zwiahla, na odcinku bronionym przez I Brygadę Piechoty (rez.). Kawaleria Budionnego wdarła się w lukę między lewym skrzydłem 6 Armii a grupą gen. Leona Berbeckiego z 2 Armii. 28 czerwca padł Korzec, a 3 Dywizja Piechoty Legionów wycofała się za Horyń. 29 czerwca dowództwo polskiego Frontu Ukraińskiego przygotowało plan uderzenia na sowiecką 1 Armię Konną. Uderzyć miały jednocześnie 1. i 3 Dywizja Piechoty Legionów oraz 6 Dywizja Piechoty. Szczególne zadanie otrzymała 18 Dywizja Piechoty gen. Franciszka Krajowskiego. Miała ona doścignąć jazdę Budionnego i związać ją walką. Polski plan pobicia 1 Armii Konnej pod Korcem nie powiódł się i 2 lipca strona polska zaniechała działań ofensywnych w tym rejonie.

## Walki pod Butowcami
Szykując się do pościgu za 1 Armią Konną, gen. Franciszek Krajowski koncentrował pułki swojej 18 Dywizji Piechoty w rejonie Starokonstantynowa. Ubezpieczenie postoju stanowiły rozmieszczony w Butowcach liczący około 200 żołnierzy III batalion 144 pułku piechoty por. Józefa Kramczyńskiego i szwadron 6 pułku ułanów. 2 lipca piechota obsadziła wzgórze nr 337, a szwadron prowadził działania patrolowe. Pod Lisińcami ułani starli się z pułkiem kawalerii brygady Kotowskiego, ponieśli straty i zostali zmuszeni do wycofania się w kierunku na Butowce. Sowiecka kawaleria ruszyła w pościg i wjechała wprost pod lufy broni maszynowej III/144 pułku piechoty. Przeciwnik próbował wycofać ciągnione za kawalerią armaty, ale wówczas na skłębioną na szosie kolumnę szarżował szwadron 6 pułku ułanów. Pułk sowiecki został rozproszony, a polscy ułani wzięli do niewoli kilkudziesięciu jeńców i zdobyli dwa działa. O 19.00 Kotowski zdecydował się na atak spieszonej kawalerii, wsparty oddziałem konnym. Około 700 osobowy oddział szturmowy nie zdołał przełamać obrony polskich piechurów i ułanów.
W nocy z 2 na 3 lipca dowódca 18 Dywizji Piechoty nakazał przesunięcie pozostałych batalionów 144 pułku piechoty na wzgórze nr 337, dowódca XXXVI Brygady Piechoty gen. Mieczysław Linde otrzymał rozkaz nawiązania łączności taktycznej ze 144 pp poprzez zajęcie Gubczy, a 6 pułk ułanów został przesunięty na Czerniatyn Bol w celu zabezpieczenia lewego skrzydła zgrupowania.